# Integrated Lander Vehicle
Integrated Lander Vehicle (ILV)- проект пілотованого космічного корабля НАСА для висадки на Місяць, частина програми Артеміда, мета якої — повернення людини на Місяць у 2024. Головний розробник проекту — компанія Blue Origin. До проекту залучені також такі компанії — Lockheed Martin, Northrop Grumman та Draper Laboratory.
Проект місячного посадкового модуля був анонсований у 2019 році, вже у квітні 2020 Blue Origin виграла $579 млн контракт від НАСА на 10-місячну розробку концепта апарата, який повинен бути завершений у 2020—2021. НАСА планує згодом укласти контракти на будівництво та випробування з одним або двома з трьох переможців квітневого конкурсу концепта для подальшої розробки програми Артеміда. Якщо графік програми залишиться без змін, НАСА планує висадку на Місяць у 2024.
Національна команда (Blue Origin, Northrop Grumman, Lockheed-Martin, Draper laboratory) це лише одна з трьох організацій, які займаються розробкою місячного спускного модуля для програми Артеміда. Якщо команда ILV виконає необхідні умови контракту з розробки концепту, НАСА виплатить національній команді $579 млн на подальшу розробку концепта. Інші переможці конкурсу -
компанія Dynetics з Sierra Nevada Corporation та іншими компаніями, вони презентували свій проект місячного посадкового модуля — Dynetics Human Landing System з фінансуванням НАСА у $253 млн. Третій переможець — компанія SpaceX з космічним кораблем Starship, який буде пристосований для посадки на місячну поверхню, компанія отримала від НАСА $135 млн. Наприкінці 10-місячних робіт всіх трьох підрядників, НАСА визначить переможців і підпише з ними контракти.